# Leucania intermissa
Leucania intermissa är en fjärilsart som beskrevs av Walker 1865. Leucania intermissa ingår i släktet Leucania och familjen nattflyn. Inga underarter finns listade i Catalogue of Life.